# Maria Amato
Maria Amato (Chieti, 9 juin 1958) est une femme politique italienne.

## Biographie
En 2013, elle est élue député de la circonscription Abruzzes pour le Parti démocrate.